# Étienne Deydier
Pour les articles homonymes, voir Deydier.
Étienne Deydier, né le 6 avril 1743 à Pont-de-Vaux (principauté de Dombes, actuel département de l'Ain), mort le 15 septembre 1824 à Nyon (Suisse, canton de Vaud), est un homme politique de la Révolution française. 

## Biographie
Étienne Deydier est notaire royal et géomètre feudiste dans sa ville natale sous l'Ancien Régime.

### Mandat à la Législative
La France devient une monarchie constitutionnelle en application de la constitution du 3 septembre 1791. Le même mois, Étienne Deydier est élu député du département de l'Ain, le troisième sur six, à l'Assemblée nationale législative. 
Il siège sur les bancs de la gauche de l'Assemblée. Dès le début de son mandat, il est reçu au club des Jacobins. En février 1792, il vote en faveur de la mise en accusation de Bertrand de Molleville, le ministre de la Marine. En avril, il vote pour que les soldats du régiment de Châteauvieux, qui s'étaient mutinés lors de l'affaire de Nancy, soient admis aux honneurs de la séance. En août, il vote en faveur de la mise en accusation du marquis de La Fayette. 

### Mandat à la Convention
La monarchie prend fin à l'issue de la journée du 10 août 1792 : les bataillons de fédérés bretons et marseillais et les insurgés des faubourgs de Paris prennent le palais des Tuileries. Louis XVI est suspendu et incarcéré, avec sa famille, à la tour du Temple. 
En septembre 1792, Étienne Deydier est réélu député de l'Ain, le premier sur six, à la Convention nationale. En octobre, aux côtés de François Nicolas Anthoine (député de la Moselle) et d'Anne-Pierre Coustard (député de la Loire-Inférieure), il est désigné commissaire près la frontière suisse dans le département du Doubs. 
Il siège sur les bancs de la Montagne. Lors du procès de Louis XVI, il vote la mort et rejette l'appel au peuple et le sursis à l'exécution de la peine. Le 13 avril 1793, il vote contre la mise en accusation de Jean-Paul Marat. Le 28 mai, il vote contre le rétablissement de la Commission des Douze. 
En octobre 1793, Étienne Deydier est envoyé en mission à Rives (département de l'Isère) afin d'y contrôler la fabrication d'acier. 
Sous le Directoire, Étienne Deydier est réélu député et siège au Conseil des Anciens. Il est tiré au sort pour quitter le Conseil en prairial an VI (mai 1798). 
Le 18 germinal an VIII (le 8 avril 1800), Napoléon Bonaparte, le Premier consul, nomme Étienne Deydier juge à la cour d'appel de Lyon pour le département de l'Ain. Le 4 avril 1811, il est nommé conseiller près la cour impériale de Lyon. Il démissionne à la première Restauration et est réintégré dans ses fonctions durant les Cent-Jours.  
Étienne Deydier est frappé par la loi du 12 janvier 1816 qui condamne à l'exil les régicides qui ont adhéré aux Cent-Jours. Il s'exile en Suisse  

## Sources
- « Étienne Deydier », dans Adolphe Robert et Gaston Cougny, Dictionnaire des parlementaires français, Edgar Bourloton, 1889-1891 [détail de l’édition]